# Safar barlek (film)
Pour les articles homonymes, voir Exil (homonymie) et Safarbarlik.
Pour plus de détails, voir Fiche technique et Distribution.
L'Exil (سفر برلك, Safar barlek) est un film de guerre musical libanais du réalisateur égyptien Henri Barakat sorti en 1967. L'action se situe au Liban pendant la première guerre mondiale. Le film tire son nom du safarbarlik, nom donné à la politique d'enrôlement de soldats mise en place dans l'Empire ottoman entre 1914 et 1918.

## Résumé
Le film représente les souffrances du peuple libanais et sa lutte contre l'oppression exercée par les autorités ottomanes en 1914.
Dans une scène centrale, un train qui transporte des soldats ottomans et des conscrits prisonniers «safarbarlik» est arrêté de force par des rebelles libanais, qui délivrent les prisonniers et mettent à leur place les soldats ottomans dans des wagons qu'ils verrouillent. Le chef des rebelles, Abou Ahmad, attribue aux Turcs la volonté "d'affamer le peuple [libanais], car une population affamée ne pense plus à la résistance".

## Analyse

### Thème de la famine
Selon l'historien Graham Auman Pitts, spécialiste de la Grande famine du Mont-Liban (1915-1918), le film reproduit une interprétation courante, mais inexacte, de la famine comme résultat d'une politique ottomane délibérée en vue de provoquer la mort de plus d'un tiers de la population du Mont-Liban. Selon lui, «la catastrophe de la Première Guerre mondiale a coloré la façon dont les quatre siècles de domination ottomane sont commémorés au Liban.».
Le film a été rapproché d'une autre œuvre de fiction portant sur la Grande famine du Mont-Liban, le roman Le Pain de Toufic Youssef Aouad.

### Fairuz
Le film est un des premiers à mettre en scène «une diva libanaise - Fairuz - chantant en dialecte libanais sur des thématiques propres au Liban», avec Le Vendeur de bagues (Biya el-Khawatim, 1965), film de Youssef Chahine et La Fille du gardien (Bint al Hares, 1968), film de Henri Barakat.

## Citation
Rifaat Bek (personnage turc) : « Vous avez commis une trahison contre l'État [ottoman]».
Abu Ahmad (personnage libanais) : "Nous sommes l'État maintenant [...] Retournez en Anatolie !"
Rifaat Bek : "Où que nous soyons, c'est l'Anatolie !"
Abu Ahmad: "Où que vous soyez, c'est la faim, la destruction et l'oppression.".

## Distribution
- Fairouz : Adla
- Nasri Shamseddine : Elmoukhtar
- Huda : Zoumorod
- Assy Rahbani : Abou Ahmed
- Berj Fazlian : Re'fat Bek
- Rafic Sabeii : Abou Darwish
- Salwa Haddad : Oum Youssef
- Joseph Nassif : Elhasoon
- Layla Karam : Zahia
- Salah Tizani : Fares
- Abdulallah Homsi : Asad
- Ahmed Khalifa : Haji Noula
- Ihssan Sadek : Abdo

## Fiche technique
- Titre original : سفر برلك, Safar barlek
- Titre français : L'Exil[5],[6],[7]
- Réalisation : Henri Barakat
- Scénario : Frères Rahbani (ar)
- Dates de sortie :
  - Liban : 1967
  - France : 22 décembre 1971[5]